# Qara Yoluq Osman Bey
Qara Yoluq Osman Bey (قرا یولک عثمان; auch Baha-al-Din بھا الدین genannt; * zwischen 1350 und 1355 in Ostanatolien; † 1435 in Erzurum) war der erste Herrscher und Begründer des Reiches der Aq Qoyunlu in Ostanatolien.

## Frühe Jahre
Geburtsort und Jahr sind nicht bekannt, aber da er bei seinem Tod etwa 80 Jahre alt gewesen sein soll, wird sein Geburtsjahr zwischen 1350 und 1355 angenommen. Sein Name Qara Yoluq soll Schwarzer Egel heißen. Seine Familie ließ sich bei Erzincan und Bayburt nieder. Sein Großvater Tur Ali Bey unternahm mehrere Raubzüge gegen das Kaiserreich Trapezunt. Osman Beys Eltern waren Fahreddin Kutlu Bey – Anführer der Aq Qoyunlu – und die Maria Hatun, Schwester des Kaisers von Trapezunt Alexios III. Nach anderen Quellen war es Alexios’ Tochter Despina Hatun.
Kutlu Bey expandierte seinen Einfluss Richtung Erzincan und mischte sich in den Konflikt der Herrscher von Erzincan Mutahharten und des Beyliks Eretna ein. Auch hatte er seine Söhne in verschiedenen Orten als Verwalter eingesetzt. So sammelte Osman Bey in Ergani erste Erfahrungen in der Verwaltung und Herrschaft. Als Kutlu Bey 1388 starb, übernahm sein älterer Bruder Ahmed Bey die Führung des Stammes. Mutahharten wollte diesen Machtwechsel ausnutzen und die Aq Qoyunlu besiegen und sich untertan machen, scheiterte aber gegen Ahmed Bey und rief so die Qara Qoyunlu zu Hilfe. Die Qara Qoyunlu waren ein anderer turkmenischer Stammesbund, der von Mossul bis Erzurum große Gebiete beherrschte und zu einem Erzrivalen der Aq Qoyunlu werden sollte. Mit Hilfe der Qara Qoyunlu konnte Mutahharten Ahmed Bey schlagen, der daraufhin mit seinen Brüdern in Sivas bei den Eretna Unterschlupf suchte. Osman Bey unternahm einige Zeit auf eigene Faust Raubzüge und geriet auch in Konflikt mit den Qara Qoyunlu. Später half er dem Herrscher von Sivas Kadi Burhan al-Din auf seinen Kampagnen und stärkte so dessen Herrschaft, doch später gerieten beide aneinander, was mit der Hinrichtung Kadi Burhan al-Dins 1399 endete. Dieser Vorfall überraschte die Herrscher der Region, und so kam es, dass die Osmanen die Gunst der Stunde nutzend Sivas einnahmen. Osman Bey suchte neue Unterstützer gegen die Qara Qoyunlu und verbündete sich mit den Mamluken aus Ägypten. Doch kurze Zeit später begann Timur seine Feldzüge nach Iran und Anatolien. Osman Bey machte 1399 Timur in Karabag seine Aufwartung, als sich die übrigen Turkmenenführer, insbesondere sein Rivale Qara Yusuf, von den Qara Qoyunlu gegen diesen stellten. Osman Bey half Timur 1400 bei der Einnahme von Sivas. Später war er auch dabei, als Timur 1402 bei der Schlacht bei Ankara die Osmanen vernichtend schlug und Sultan Bayezid I. in Gefangenschaft führte, was die Machtverhältnisse in Anatolien erschütterte.

## Herrschaft
Wegen seiner Verdienste für Timur erhielt Osman Bey 1403 Diyarbakır als Lehen. Damit legte Osman Bey die Basis für den kommenden Staat der Aq Qoyunlu. Mit den Timuriden im Rücken begann er, weitere Gebiete in Osten und Südosten unter seine Kontrolle zu bringen. 1405 plünderte er das mamlukische Birecik. Als Qara Yusuf wieder erstarkte, musste Osman Bey sich gegen die Qara Qoyunlu zur Wehr setzen. Als keine Seite die Oberhand erringen konnte, schlossen sie einen Nichtangriffspakt. 1408 zog Osman Bey gegen Mardin. Die Ortoqiden in Mardin konnten ihn mit Hilfe der Mamluken abwehren und belagerten nun ihrerseits Osman Bey in seiner Hauptstadt Diyarbakır. Doch Osman Bey konnte sich behaupten und schlug die Belagerer. Noch im selben Jahr eroberte er Urfa. Als er noch einmal Mardin angriff, riefen die Ortoqiden diesmal Qara Yusuf um Hilfe, der Osman Bey verjagte. Die Qara Qoyunlu nahmen Osman Bey viele Gebiete inklusive Erzincan ab, und am Ende musste Osman Bey 1418 zu den Mamluken fliehen. 1420 starb Qara Yusuf und sein Nachfolger Qara Iskander kämpfte weiter gegen Osman Bey, der den Thronwechsel dazu nutzte, Harput den Dulkadir abzunehmen und die Gebiete von Malatya und Mardin zu plündern. Als sich seine Aktionen gegen die Mamluken richteten, zogen diese 1429 gegen Urfa und belagerten es. Osman Beys Sohn Habil Bey verhandelte mit den Mamluken, weil die Belagerung großen Hunger und Not auslöste. Er übergab die Stadt gegen die Zusage der Mamluken, die Stadt nicht zu plündern, doch die Mamluken brachen ihr Wort, plünderten und mordeten und nahmen Habil Bey als Gefangenen nach Kairo, wo er später in Gefangenschaft starb. Osman Bey konnte seinen Sohn nicht retten und begann die Grenzgebiete zu überfallen, was 1433 zu einem weiteren Feldzug der Mamluken führte, an dem der Mamlukenherrscher Barsbay persönlich teilnahm. Am 28. Mai 1433 erreichten die Mamluken Diyarbakir und begannen mit der Belagerung. Doch Osman Bey konnte den Mamluken mehrere Tage widerstehen, was Barsbay am Ende dazu zwang, sich mit Osman Bey zu einigen. Barsbay sicherte sich die Vasallenschaft Osman Beys und zog sich im Juli über Urfa und Birecik zurück nach Kairo. Das Blatt wendete sich, als der Timuride Schāh Ruch zu einem Feldzug gegen die Qara Qoyunlu aufbrach. Schāh Ruch eroberte Orte wie Erzincan, Bayburt, Meyyafarikin und Harput und unterwarf die lokalen Herrscher.

## Tod
Qara Iskander konnte nach einiger Zeit seine Kräfte wieder sammeln, griff 1434 die Schirwanschahs an und verwüstete deren Ländereien. Das rief Schāh Ruch auf den Plan, der schon einige Male Qara Iskander bekämpft hatte. Dieser begann nun, mit Osman Bey die Qara Qoyunlu zu bedrängen. 1434 konnte Osman Bey Erzurum, Bayburt, İspir und Tercan einnehmen. Währenddessen rückte Schāh Ruch auf Täbris, die Hauptstadt Qara Iskanders, vor, so dass dieser Richtung Erzurum floh. Vor Erzurum stellte sich ihm Osman Bey in den Weg, der in der folgenden Schlacht verletzt wurde und kurz darauf verstarb. Qara Iskander selbst wurde erst 1438 getötet.